# Shannon Johnson
Shannon Regina Johnson (ur. 18 sierpnia 1974 w Hartsville) – amerykańska koszykarka występująca na pozycji rozgrywającej, mistrzyni świata, olimpijska oraz uniwersjady, po zakończeniu kariery zawodniczej została trenerką. Obecnie trenuje drużynę z Coker College, występującą w II dywizji NCAA.

## Osiągnięcia
Na podstawie, o ile nie zaznaczono inaczej.

### WNBA
- Wicemistrzyni WNBA (2007)
- Zaliczona do II składu WNBA (1999, 2000, 2002)
- Uczestniczka meczu gwiazd WNBA (1999, 2000, 2002, 2003)

### Drużynowe
- Mistrzyni ABL (1997, 1998)
- Wicemistrzyni Polski (2005)
- Zdobywczyni pucharu:
  - Hiszpanii (2002)
  - Włoch (2008)
- Finalistka Pucharu Polski (2005)

Indywidualne
- MVP Pucharu Hiszpanii (2002)
- Uczestniczka:
  - meczu gwiazd PLK (2005)[3]
  - konkursu:
    - rzutów za 3 punkty PLK (2005)[3]
    - wsadów PLK (2005)[3]
- Powołana do udziału w meczu gwiazd PLKK (2004 – nie wystąpiła)[4]
- Jedna z kandydatek do składu dekady WNBA (2006)
- Liderka strzelczyń hiszpańskiej ligi LFB (2003)

Reprezentacja
- Mistrzyni:
  - świata (2002)
  - olimpijska (2004)
  - uniwersjady (1997)
  - turnieju Opals World Challenge (2002)[5]
- Zdobywczyni Pucharu Williama Jonesa (1996)
- Brązowy medal Pucharu Williama Jonesa (1995)
- Zaliczona do I składu mistrzostw świata (2002)